# Foligno Calcio 1982-1983
Questa voce raccoglie le informazioni riguardanti il Foligno Calcio nelle competizioni ufficiali della stagione 1982-1983.

## Rosa
| N. |                   | Ruolo | Calciatore        |
| -- | ----------------- | ----- | ----------------- |
|    | Italia (bandiera) | C     | Luciano Aristei   |
|    | Italia (bandiera) | C     | Mirco Barbetta    |
|    | Italia (bandiera) | P     | Lamberto Boranga  |
|    | Italia (bandiera) | C     | Davide Cacciatori |
|    | Italia (bandiera) | D     | Gian Luca Cesaro  |
|    | Italia (bandiera) | C     | Alessandro Donati |
|    | Italia (bandiera) | A     | Andrea Gatto      |
|    | Italia (bandiera) | C     | Mauro Gondoli     |
|    | Italia (bandiera) | D     | Giuseppe Lilli    |
|    | Italia (bandiera) | D     | Paolo Lilli       |

| N. |                   | Ruolo | Calciatore       |
| -- | ----------------- | ----- | ---------------- |
|    | Italia (bandiera) | C     | Walter Liset     |
|    | Italia (bandiera) | C     | Carlo Manfredi   |
|    | Italia (bandiera) | A     | Luca Mariotti    |
|    | Italia (bandiera) | C     | Arnaldo Palmieri |
|    | Italia (bandiera) | A     | Francesco Palo   |
|    | Italia (bandiera) | P     | Angelo Properzi  |
|    | Italia (bandiera) | D     | Silvano Ricci    |
|    | Italia (bandiera) | C     | Bruno Ricciolini |
|    | Italia (bandiera) | A     | Elio Roselli     |
|    | Italia (bandiera) | D     | Lino Vergili     |

## Risultati

### Serie C2

#### Girone di andata
| 19 settembre 1982 1ª giornata | Foligno | 2 – 0 | Cerretese |  |

| 26 settembre 1982 2ª giornata | Civitavecchia | 0 – 2 | Foligno |  |

| 3 ottobre 1982 3ª giornata | Foligno | 1 – 0 | Asti TSC |  |

| 10 ottobre 1982 4ª giornata | Torres | 1 – 0 | Foligno |  |

| 17 ottobre 1982 5ª giornata | Carbonia | 1 – 1 | Foligno |  |

| 24 ottobre 1982 6ª giornata | Foligno | 1 – 0 | Imperia |  |

| 31 ottobre 1982 7ª giornata | Pontedera | 0 – 2 | Foligno |  |

| 7 novembre 1982 8ª giornata | Foligno | 1 – 0 | Sant'Elena |  |

| 14 novembre 1982 9ª giornata | Prato | 2 – 1 | Foligno |  |

| 21 novembre 1982 10ª giornata | Foligno | 3 – 0 | Montecatini |  |

| 28 novembre 1982 11ª giornata | Foligno | 1 – 0 | Derthona |  |

| 5 dicembre 1982 12ª giornata | Casale | 1 – 1 | Foligno |  |

| 12 dicembre 1982 13ª giornata | Foligno | 2 – 0 | Lucchese |  |

| 19 dicembre 1982 14ª giornata | Savona | 2 – 1 | Foligno |  |

| 9 gennaio 1983 15ª giornata | Foligno | 0 – 0 | Spezia |  |

| 16 gennaio 1983 16ª giornata | Grosseto | 2 – 2 | Foligno |  |

| 23 gennaio 1983 17ª giornata | Foligno | 0 – 1 | Alessandria |  |

#### Girone di ritorno
| 30 gennaio 1983 18ª giornata | Cerretese | 1 – 1 | Foligno |  |

| 6 febbraio 1983 19ª giornata | Foligno | 1 – 0 | Civitavecchia |  |

| 13 febbraio 1983 20ª giornata | Asti TSC | 0 – 0 | Foligno |  |

| 20 febbraio 1983 21ª giornata | Foligno | 1 – 0 | Torres |  |

| 27 febbraio 1983 22ª giornata | Foligno | 1 – 0 | Carbonia |  |

| 6 marzo 1983 23ª giornata | Imperia | 0 – 1 | Foligno |  |

| 13 marzo 1983 24ª giornata | Foligno | 1 – 0 | Pontedera |  |

| 20 marzo 1983 25ª giornata | Sant'Elena | 0 – 3 | Foligno |  |

| 2 aprile 1983 26ª giornata | Foligno | 2 – 2 | Prato |  |

| 10 aprile 1983 27ª giornata | Montecatini | 2 – 0 | Foligno |  |

| 17 aprile 1983 28ª giornata | Derthona | 0 – 0 | Foligno |  |

| 1º maggio 1983 29ª giornata | Foligno | 3 – 1 | Casale |  |

| 8 maggio 1983 30ª giornata | Lucchese | 2 – 1 | Foligno |  |

| 15 maggio 1983 31ª giornata | Foligno | 0 – 0 | Savona |  |

| 22 maggio 1983 32ª giornata | Spezia | 0 – 0 | Foligno |  |

| 29 maggio 1983 33ª giornata | Foligno | 1 – 0 | Grosseto |  |

| 5 giugno 1983 34ª giornata | Alessandria | 2 – 1 | Foligno |  |